# Ivo Matunci
Ivo Matunci (Novigrad Podravski, 1924.) - hrvatski novinar
Rođen je u Novigradu Podravskom. Radio je u Križevcima kao povremeni dopisnik zagrebačkog "Vjesnika". Zatim radi u Koprivnici. U Bjelovaru je 1949. godine osnovan "Bjelovarski list", u kojem se zaposlio kao novinar. Poslali su ga u zagrebački "Vjesnik" na osposobljavanje za tehničkog urednika. Oko 1950. godine, Bjelovarski list imao je nakladu oko 12000 primjeraka i pokrivao je područje od Ludbrega do Pakraca i Virovitice. Kasnije je postao direktor i glavni urednik Bjelovarskog lista. Bio je predsjednik nadzornog odbora Udruženja listova osnovanoga 1964. godine. Radio je kao dopisnik beogradskog lista "Borba" i zagrebačkog "Vjesnika". U Bjelovarskom listu surađivao je i s književnikom Matom Lovrakom, koji je bio redoviti suradnik. Odlaskom iz Bjelovarskog lista, bio je novinar u Čazmi pa novinar tvorničkog lista u tvornici traktora "Tomo Vinković" u Bjelovaru.
Kasnije je postao dopisnik TV studija Zagreb. Javljao se s vijestima iz Bjelovara u početku preko telefona, a zatim je kupljena prva tv-kamera i bio je začetnik bjelovarskog televizijskog novinarstva. Bio je osvijetljivač, novinar i snimatelj.